# Ioánnis Skandalídis
Ioánnis Skandalídis (grec moderne : Ιωάννης Σκανδαλίδης), né en 1775 à Salonique et mort en 1826 était un homme politique grec qui participa à la guerre d'indépendance grecque.
Il adhéra à la Filikí Etería. Il fut membre de l'Aréopage de Grèce orientale et participa à l'Assemblée nationale d'Épidaure en 1822.